# Eleanor Coppola
Pour les articles homonymes, voir Coppola.
Eleanor Neil, surtout connue après son mariage sous le nom d'Eleanor Coppola, née le 4 mai 1936 à Los Angeles (Californie) et morte le 12 avril 2024, est une réalisatrice de documentaires, artiste et écrivaine américaine.

## Biographie
Épouse depuis le 3 février 1963 du réalisateur Francis Ford Coppola qu'elle a rencontré en travaillant comme assistante directrice artistique du premier film de ce dernier, Dementia 13, Eleanor Coppola est connue pour ses documentaires retraçant la création des films de son mari ou de ses enfants, notamment Aux cœurs des ténèbres : L'Apocalypse d'un metteur en scène sorti en 1991.
Elle est la mère de l'acteur Gian-Carlo Coppola (1963-1986) et des réalisateurs Roman et Sofia Coppola.
Elle vit sur le domaine viticole de sa famille dans la vallée de Napa (Californie).
Elle meurt à l'âge de 87 ans le 12 avril 2024 à son domicile à Rutherford (Californie). Elle est incinérée.

## Filmographie partielle

### Comme réalisatrice
- 1991 : Aux cœurs des ténèbres : L'Apocalypse d'un metteur en scène (Hearts of Darkness: A Filmmaker's Apocalypse)
- 1996 : A Visit to China's Miao Country
- 2007 : The Making of 'Marie Antoinette' (vidéo)
- 2007 : Francis Ford Coppola Directs 'John Grisham's The Rainmaker' (vidéo)
- 2007 : Coda: Thirty Years Later (télévision, aussi scénariste)
- 2016 : Bonjour Anne (Paris Can Wait) (Netflix, aussi scénariste)
- 2020 : Histoires d'amour (Love is Love is Love)

## Publication
- Apocalypse Now: Journal, Sonatine, 2011.